# Julus frondicola
Julus frondicola är en mångfotingart som beskrevs av Karl Wilhelm Verhoeff 1899. Julus frondicola ingår i släktet Julus och familjen kejsardubbelfotingar. Inga underarter finns listade i Catalogue of Life.